# Торре-де-Монкорву (парафія)
Торре-де-Монкорву (порт. Torre de Moncorvo; МФА: [ˈto.ʁɨ dɨ mõ.ˈkoɾ.vu]) — парафія в Португалії, у муніципалітеті Торре-де-Монкорву. Розташована в північно-східній частині країни, на теренах історичної португальської провінції Трансмонтана. Входить до складу округу Браганса. За адміністративним поділом, чинним до 1976 року, терени парафії були складовою провінції Трансмонтана і Верхнє Дору. Належить до Брагансько-Мірандської діоцезії Католицької церкви. Патрон — Діва Марія. Площа — 36,0836 км². Населення — 2891 ос. (2011). Слабо урбанізований регіон. Густота населення — 80,12 осіб/км²
. Код — 040916.

## Населення
| Кількість мешканців | Кількість мешканців | Кількість мешканців | Кількість мешканців | Кількість мешканців | Кількість мешканців | Кількість мешканців | Кількість мешканців | Кількість мешканців | Кількість мешканців | Кількість мешканців | Кількість мешканців | Кількість мешканців | Кількість мешканців | Кількість мешканців |
| ------------------- | ------------------- | ------------------- | ------------------- | ------------------- | ------------------- | ------------------- | ------------------- | ------------------- | ------------------- | ------------------- | ------------------- | ------------------- | ------------------- | ------------------- |
| 1864                | 1878                | 1890                | 1900                | 1911                | 1920                | 1930                | 1940                | 1950                | 1960                | 1970                | 1981                | 1991                | 2001                | 2011                |
| 1 929               | 1 982               | 2 190               | 2 548               | 3 113               | 2 173               | 2 625               | 2 948               | 2 631               | 2 757               | 2 615               | 3 134               | 2 513               | 3 033               | 2 891               |